# گمینا چژه
گمینا چژه (به لهستانی:  Gmina Czyże) یک گمینا در لهستان است که در شهرستان خاینووکا واقع شده‌است. گمینا چژه ۱۳۴٫۲ کیلومتر مربع مساحت و ۲٬۵۲۸ نفر جمعیت دارد.